# Port lotniczy Vitoria
Port lotniczy Vitoria (hiszp. Aeropuerto de Vitoria, kod IATA: VIT, kod ICAO: LEVT) – lotnisko położone w pobliżu miasta Vitoria-Gasteiz w Hiszpanii. Otwarte zostało w 1980 r. Ma ono niewielkie znaczenie w zakresie transportu pasażerów. Z lotniska korzysta głównie linia Iberia Regional/Air Nostrum oferująca przeloty do portu lotniczego Madryt-Barajas i Barcelony-El Prat.

## Kierunki lotów i linie lotnicze
| Linia lotnicza  | Kierunek |
| --------------- | --- |
| Binter Canarias | 1. Gran Canaria 2. Teneryfa-Północ                                                                                        |
| Iberia          | Sezonowo: 1. Palma de Mallorca                                                                                            |
| Ryanair         | 1. Alicante 2. Mediolan-Bergamo 3. Bruksela-Charleroi 4. Malaga 5. Palma de Mallorca 6. Sewilla Sezonowo: 1. Kolonia/Bonn |